# Draskovich György (püspök)
Trakostyáni báró Draskovits György (1599. május 14. – Bécs, 1650. november 26.) pécsi, majd váci, utána győri püspök.

## Élete
Draskovits János horvát bán és Istvánfi Éva, a híres történetíró legidősebb leányának fia volt. Pázmány Péter bíboros Grazba küldte az umaniorák és bölcselet tanulására, 1618. október 19-én pedig Rómába küldte, a Collegium Germano-Hungaricumba. 1622. szeptember 3-án visszatért a hazájába, előbb esztergomi kanonok, 1628. július 18-án pécsi-, 1630. október 24-én váci püspök és pozsonyi prépost, 1636-ban pedig győri püspök lett. Életének végső éveiben komoly ellentmondásba keveredett káptalanával, aki a király és az országgyűlés előtt vádat emelt ellene. Az 1647. évi CXIII. törvénycikk a vitás ügy eldöntését az esztergomi érsekre és az ország bírájára bizta.
A végrendeletében 60 000 forintot hagyományozott egyházi célokra. A soproni Jezsuita Kollégiumra, amelyet 1636-ban a gimnáziummal együtt alapított, 10 000, a zágrábi klarisszákra 20 000, és azokra, „kiket életében netán megkárosított”, 10 000 forintot hagyott.

## Munkái
- Philosophia. Graecii, 1618
- Oratio ad clerum habita in Synodo Tyrnaviensi… anno 1629 (Acta et Decreta Synodi diaecesanae Strigoniensis. Posonii, 1629 c. munkában van fölvéve)
- Menybe Vitetett Boldogságos Szüz Mária Congregatziójának, Melly,… 1615-dik esztendőben fundáltatott… Eredete: Regulái: Búcsúi. Hozzáadatván A Hitnek vallás-tétele a bé-vételkor: és egynehány áitatos Imádságok és Litániák. Nagy-Szombat, 171. (latinul irta 1628-ban, magyarra fordítva kiadta Jaklin Balázs nyitrai püspök N.-Szombatban 1684, most némely változtatásokkal Illyés István esztergomi nagyprépost)
- Narratio Translationis corporis S. Joannis Eleemosynarii. Viennae, 1632
- Ritualet is adott ki egyházkerülete számára 1636-ban

Két eredeti magyar levele Hegyi István vecseszéki alispánhoz (Győr, 1639. febr. 18. és márc. 11.) a pápai ref. egyház levéltárában van.
Tudományos műveltségéről és ékesszólásáról tanúskodik az a latin beszéd, melyet Pázmány megbizásából az 1629. megyei zsinat első napján az összegyülekezett egyháziakhoz intézett.